# Гостиница «Европа» братьев Зипаловых
Гостиница «Европа» братьев Зипаловых — памятник архитектуры и градостроительства во Владикавказе, Северная Осетия. Объект культурного наследия России регионального значения. Находится в исторической части города на углу проспекта Мира, д. 24 и улицы Куйбышева, д. 2.
Двухэтажная гостиница построена в 1882 году на углу Александровского проспекта и Грозненской улицы по заказу владельца одного из крупных торговых домов Е. С. Зипалова. Позднее собственник сдал здание в аренду под гостиницу З. Н. Кереселидзе. Гостиница располагала рестораном, во дворе здания находился небольшой дворик. В гостинице находилась библиотека, которой пользовались постояльцы. На первом этаже находились торговые залы. Позднее до 1917 года собственником гостиницы был М. Никитин, потом в 1920-х годах Владимир Кикабидзе.
В 1882 году в гостинице останавливался военный топограф и альпинист Андрей Васильевич Пастухов. В 1905—1906 годах в гостинице проходили подпольные собрания Владикавказской группы Терско-Дагестанского комитета РСДРП.
В 1972 году упоминается как гостиница «Терек». В настоящее время в здании находится гостиница.
Архитектура
Согласно мнению владикавказского архитектора Сослана Цаллагова, в наше время был «грубо нарушен принцип колористической организации фасада здания по проспекту Мира,24 — ул. Куйбышева,2»: